# Luzes de Natal
Pisca-pisca (português brasileiro) ou luzes de Natal (português europeu) é um acessório geralmente colocado numa árvore de Natal ou em decoração de casas, de lojas ou empresas, para iluminá-las. Trata-se de um fio com diversas lâmpadas ou LEDs, que piscam repetidamente em sequência ou não.

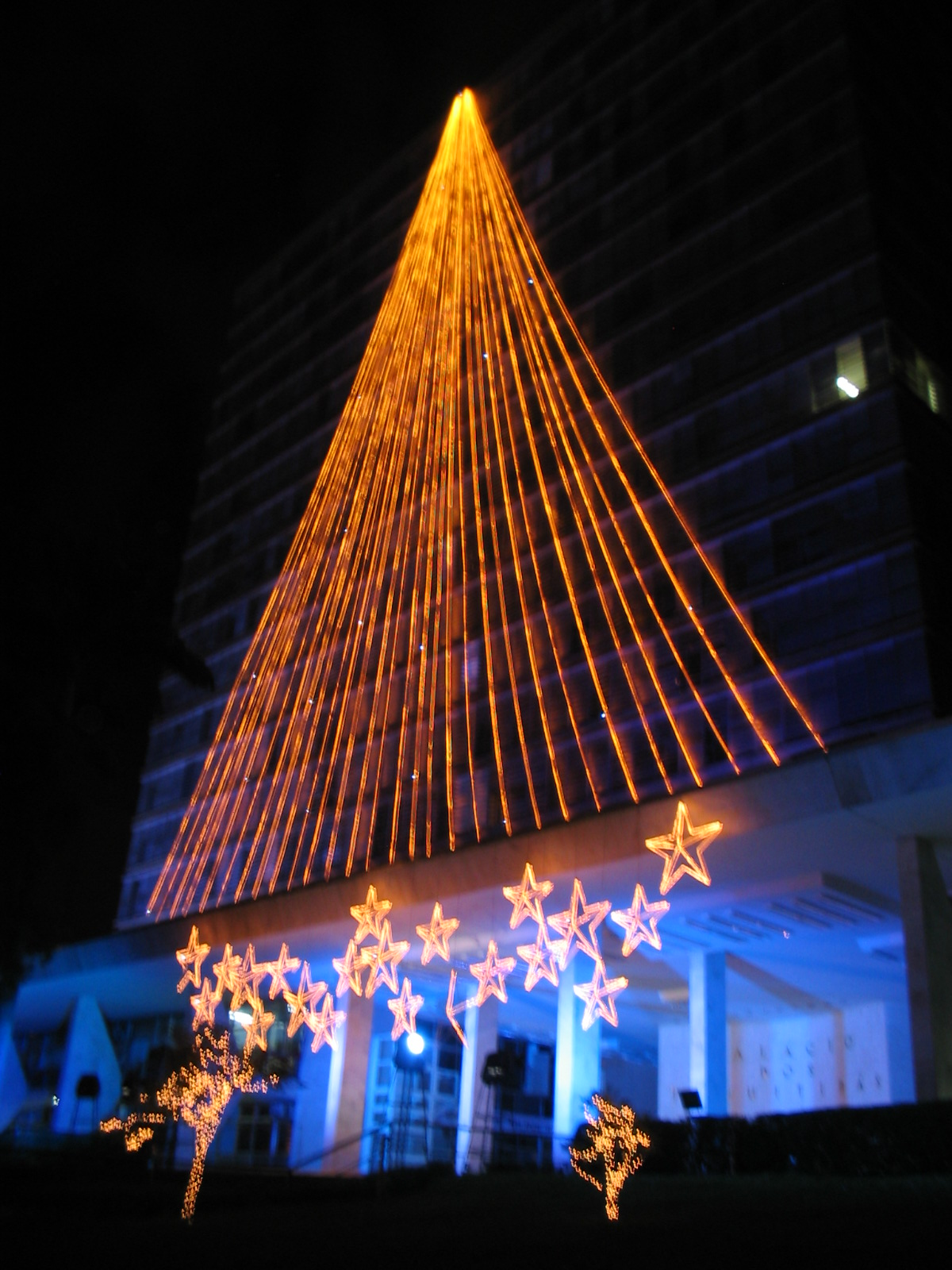
Prédio da prefeitura de Campinas, iluminado e enfeitado com pisca-piscas e adornos natalinos.

As lâmpadas das luzes de Natal mais baratas, são geralmente ligadas em série. Outras piscam de forma desordenadas, e algumas nem piscam. A lâmpada liga, esquenta um pequeno interruptor metálico, que dilata, tirando o contato da lâmpada e fazendo com que ela se apague. Depois que ela se apaga, esfria o interruptor metálico, que se contrai e volta a ligar a lâmpada, fazendo-a piscar. Os piscas-piscas mais baratos têm várias sequências de lâmpadas ligadas individualmente, enquanto os mais caros, normalmente, piscam em sequências, programadas ao gosto do usuário, através de um pequeno controle, geralmente, transistorizado, acoplado ao fio. As lâmpadas podem ser incandescentes ou em LED, coloridas ou de uma só cor.

## História
Em 1882, Edward Hibberd Johnson, amigo e parceiro de negócios de Thomas Edison, teve uma ideia para ajudar a divulgar as recém-lançadas lâmpadas elétricas: colocou um pinheiro de Natal na sala de sua mansão e o decorou com dezenas de lâmpadas coloridas. Para eletrificar a decoração, Johnson posicionou o pinheiro de Natal em cima de um dínamo. O pinheiro foi decorado com fios contendo combinações de lâmpadas de diferentes colorações. À medida que a árvore girava sobre o dínamo, conectores de cobre instalados estrategicamente faziam contato com os diferentes fios, provocando o acendimento sequencial das lâmpadas ali presentes.

## Utilização

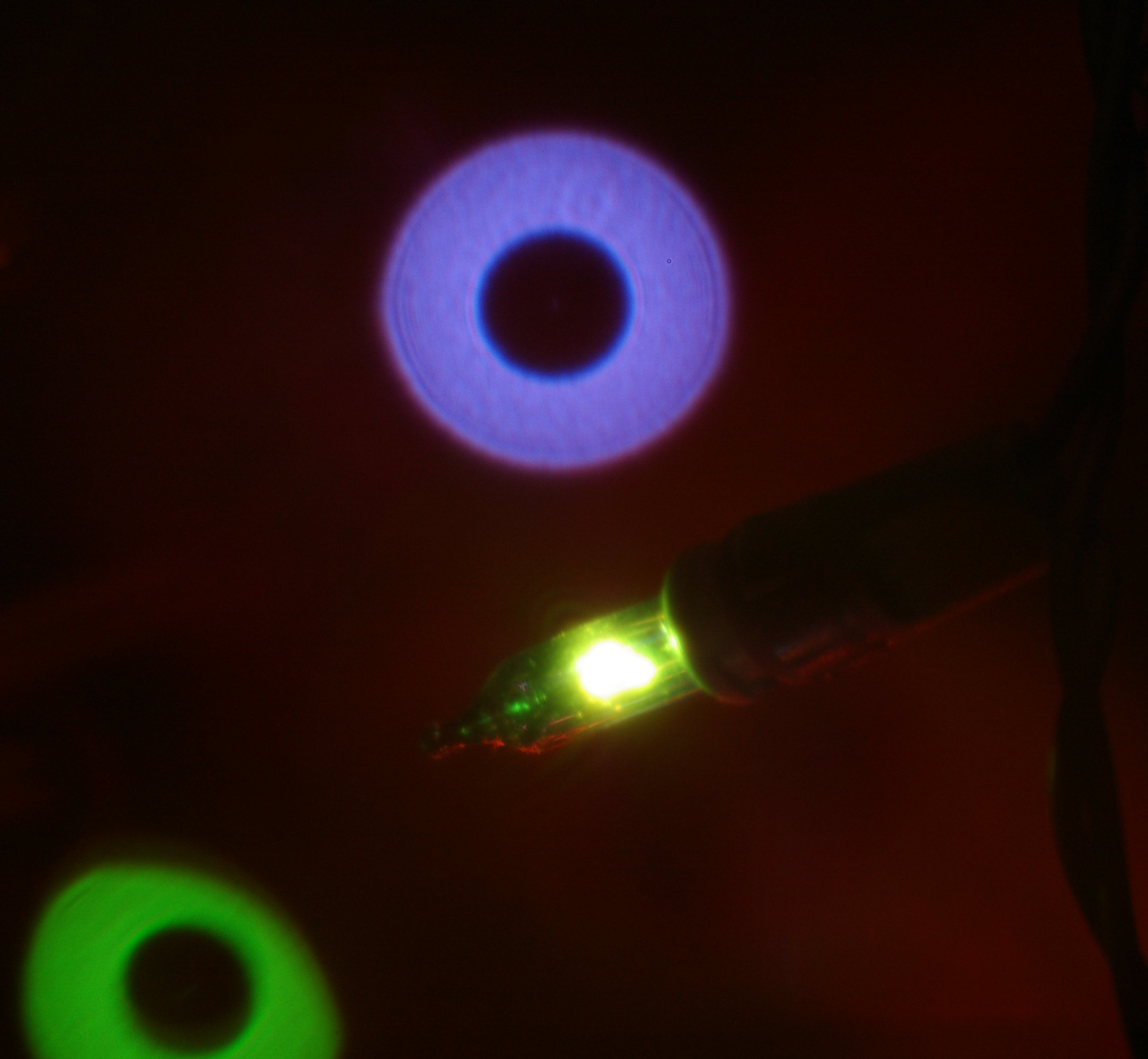
Lâmpada de um pisca-pisca.

Para se decorar uma casa, muitas pessoas procuram variados tipos de pisca-piscas para dar um charme a mais, um toque especial ao ambiente decorado. Com isso, as indústrias fabricantes de pisca-pisca vêm investindo em várias tecnologias para uma decoração que qualquer pessoa que queira decorar sua casa para o Natal consegue fazer e obter um excelente resultado.
Temos também uma grande variedade de pisca-piscas decorados, ou seja, eles vêm em formato de cachos de uva, frutas, Papais Noel, bolas de Natal e outros, para dar uma visão mais temática do Natal.

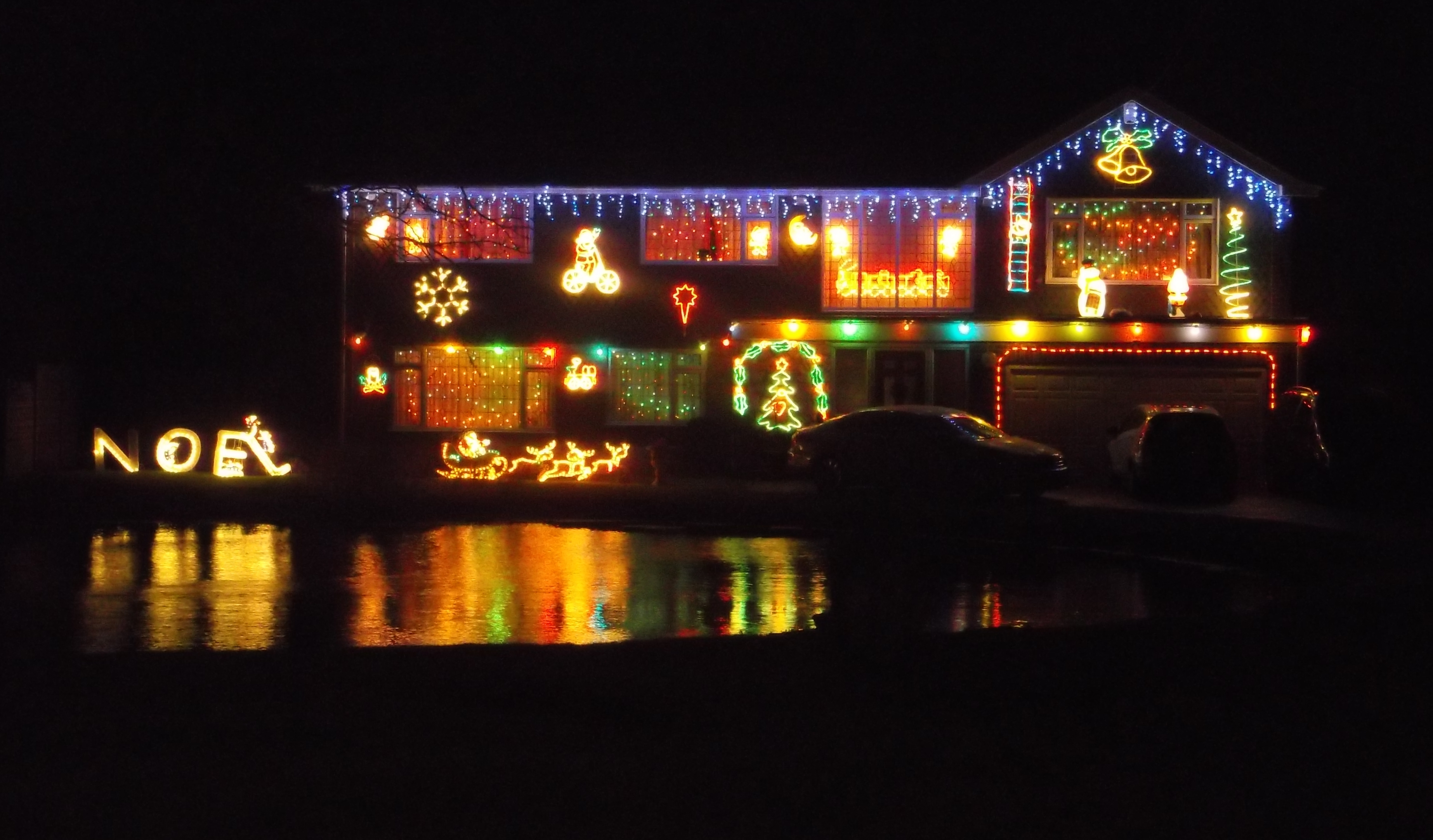
Casa enfeitada com luzes de Natal na Inglaterra.

Hoje é bem comum ver casas com decorações do simples pisca-pisca na planta até decorações em volta de faixadas, janelas, portas e árvores de grande porte, fazendo aquele ambiente ficar muito mais bonito e charmoso de acordo com o grau de decoração.
Muitas pessoas fazem disso uma competição. É bem comum em condomínios, por exemplo, pessoas fazerem campeonatos para que seja dado um prêmio para a casa mais bem decorada. Os critérios são criatividade, tematização, aproveitamento do espaço decorado e até mesmo a quantidade de microlâmpadas utilizadas, e quem ganha com isso são todos que no final desfrutam de decorações maravilhosas e criativas graças a diversos tipos de pisca-piscas lançados no mercado.

## Galeria

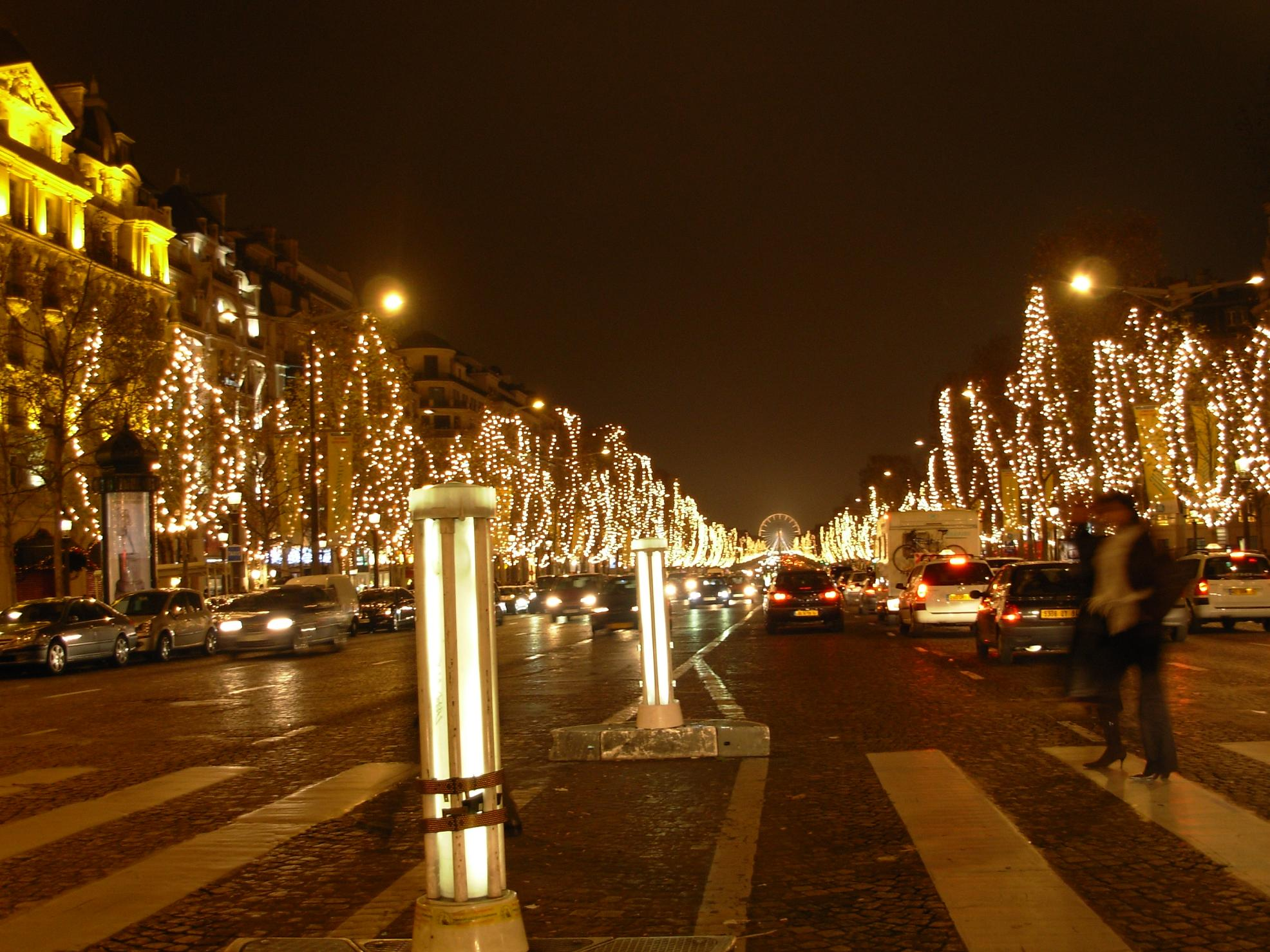
Champs-Élysées
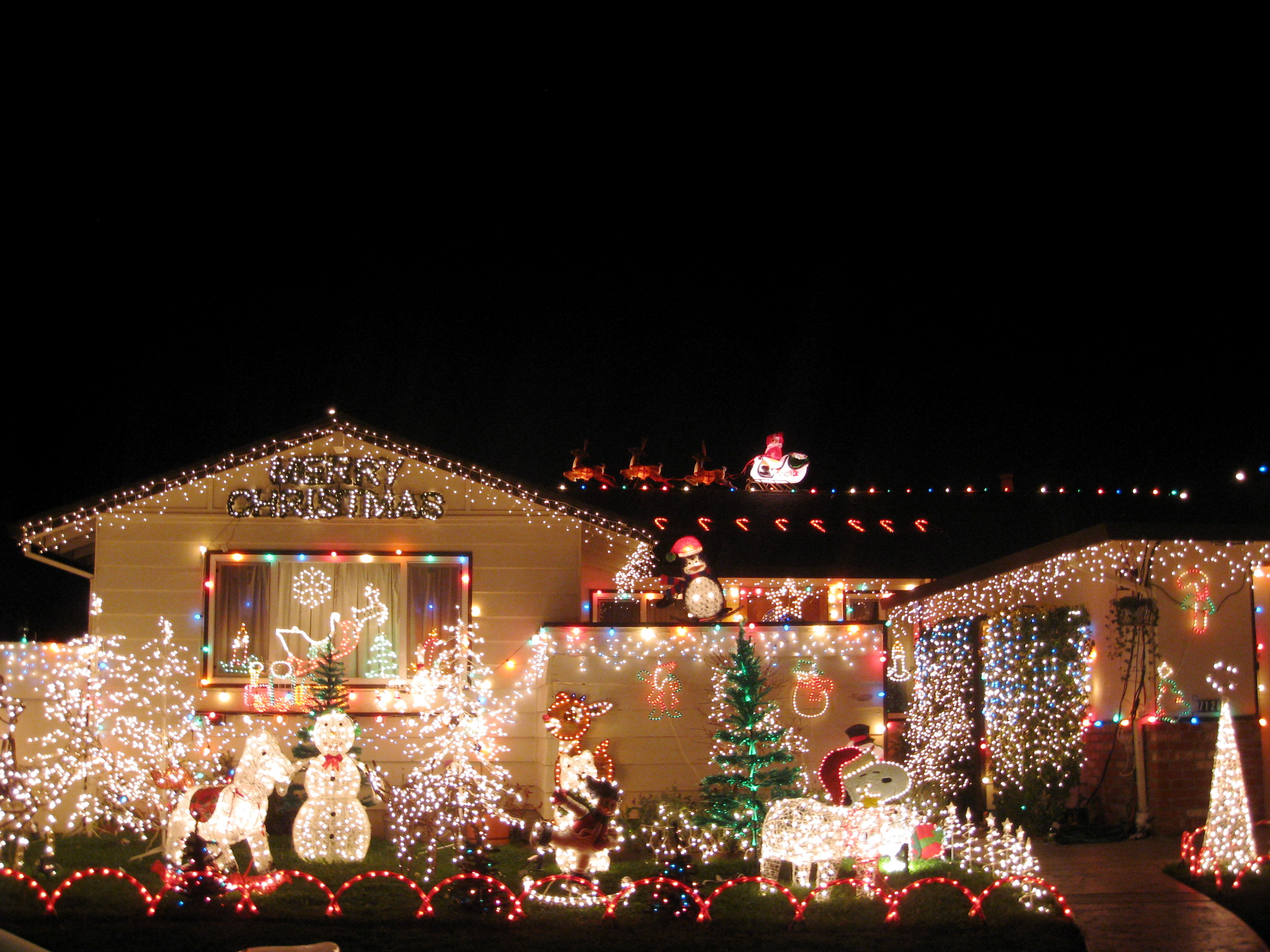
Natal em Dublin, CA
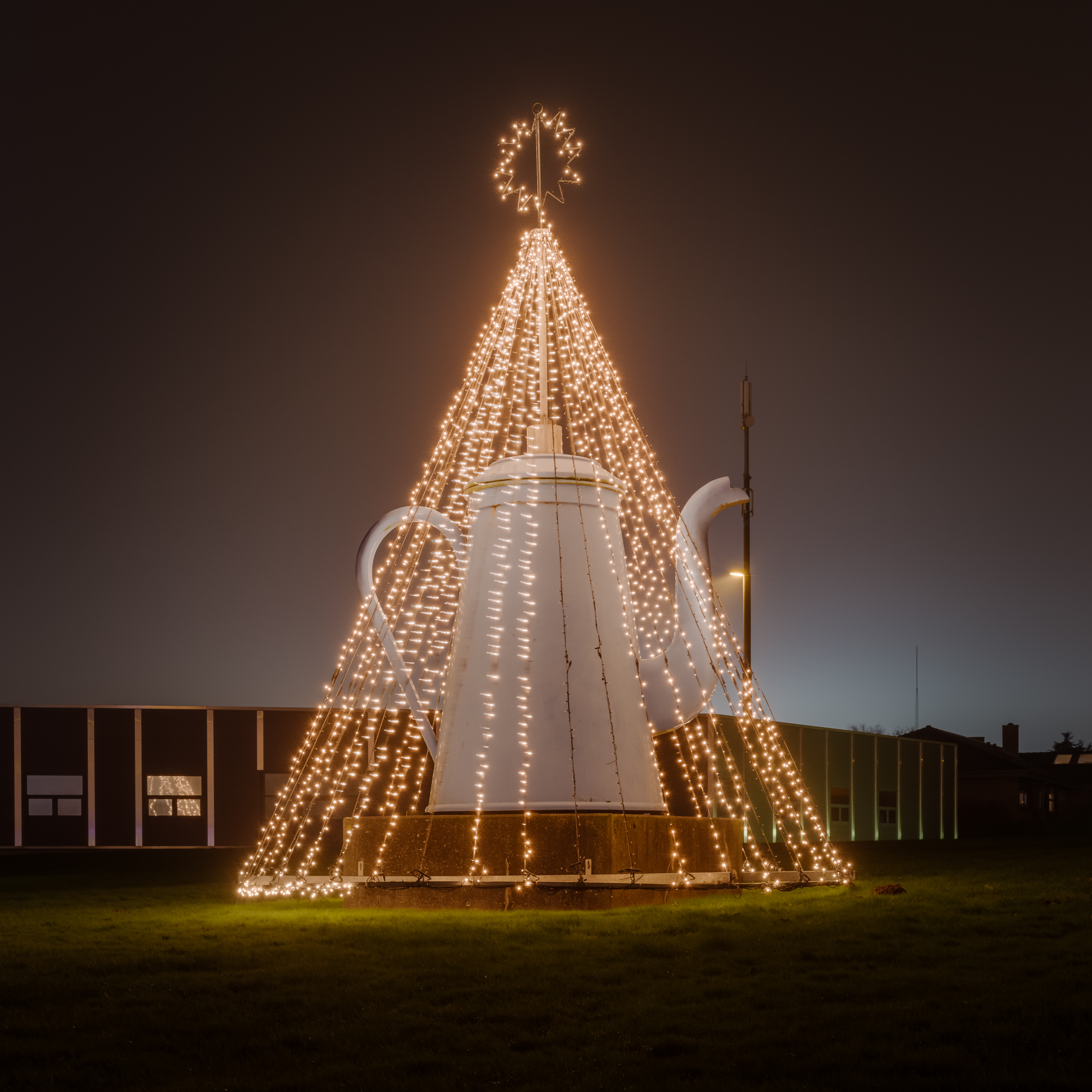
Cafeteira iluminada Peter Larsen
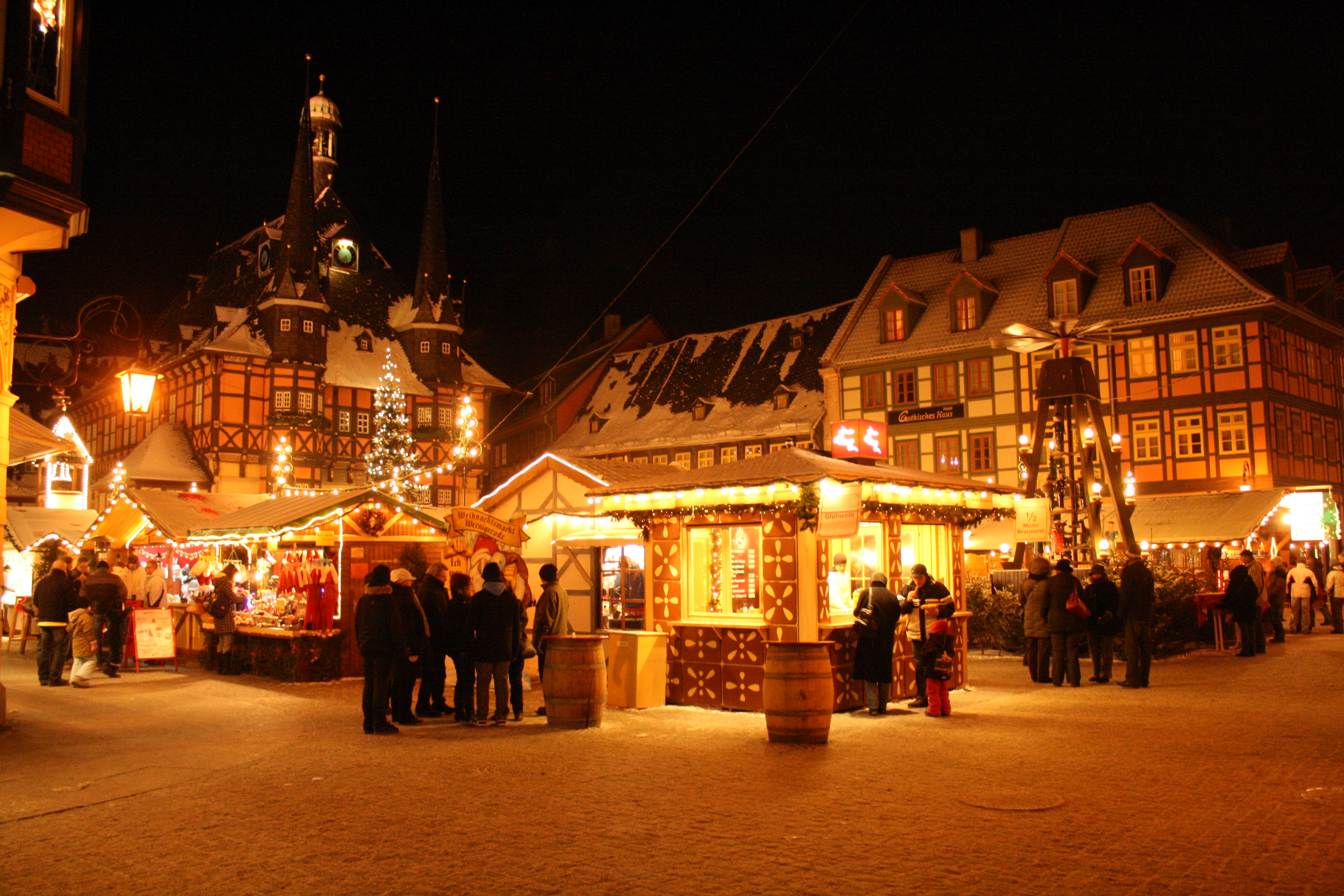
Iluminação do mercado de Natal
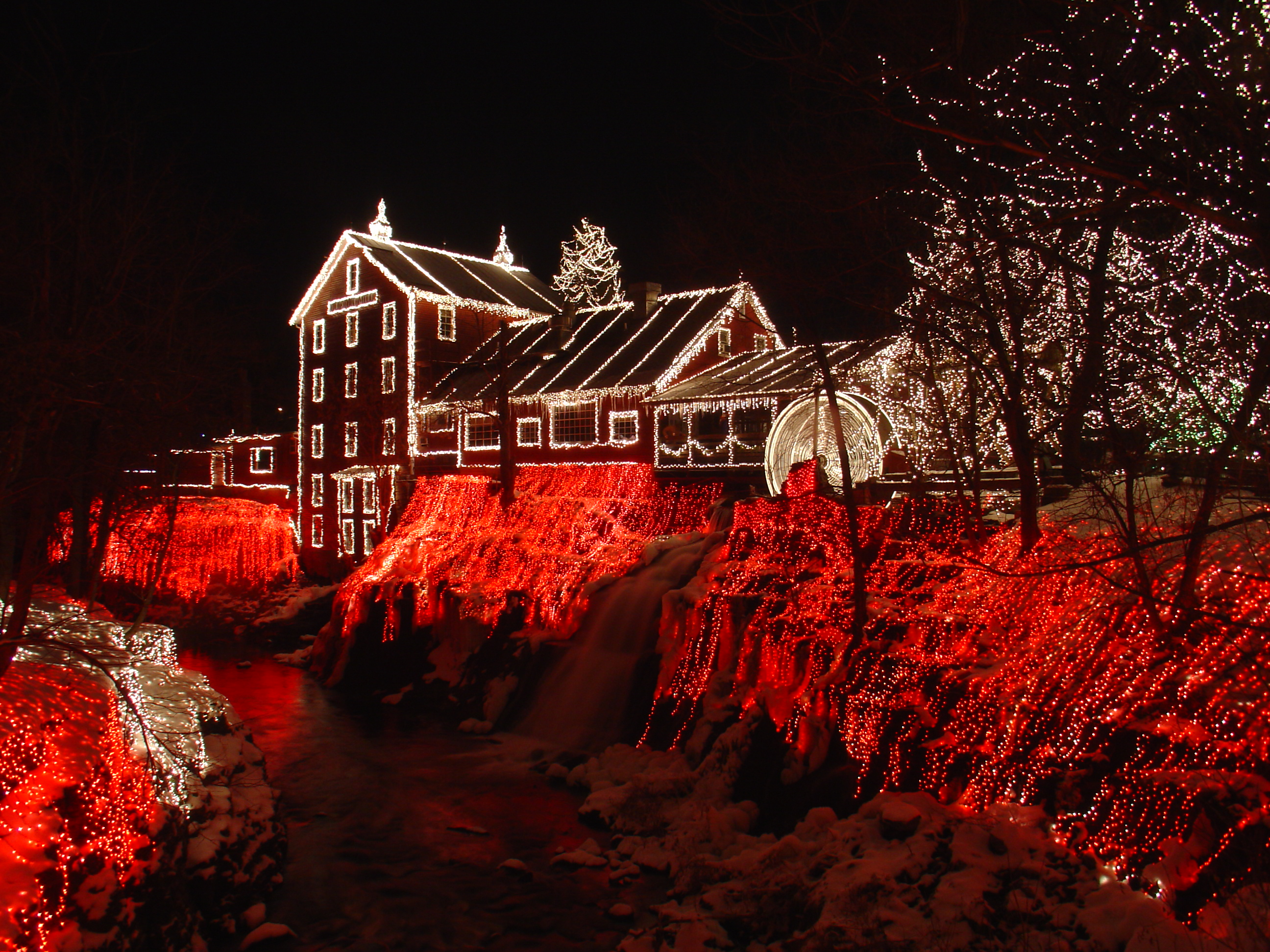
Moinho Clifton Natal em 2005
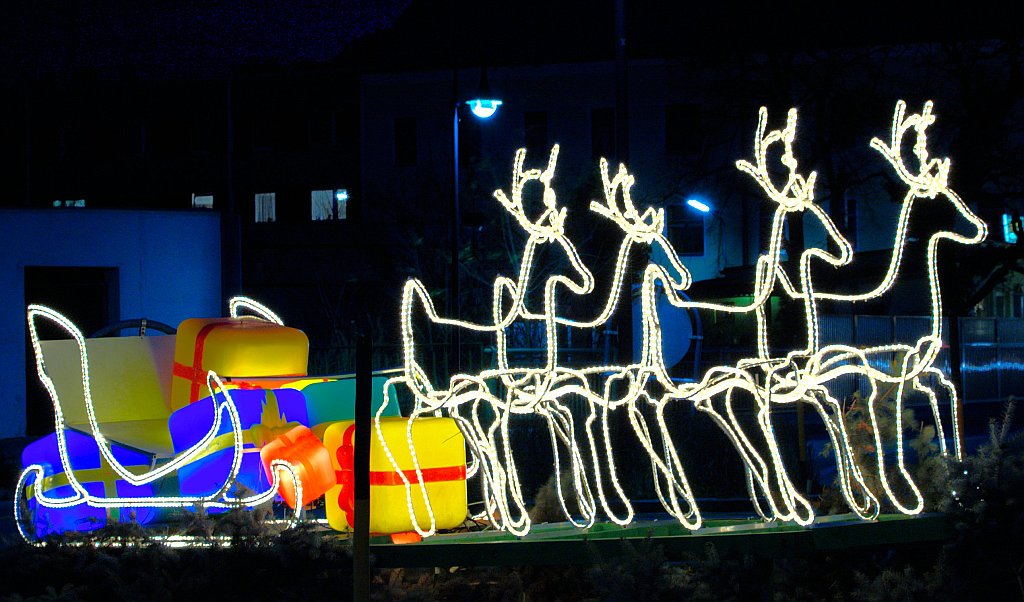
Escultura da luz do diodo emissor de luz em Gänserndorf, Áustria
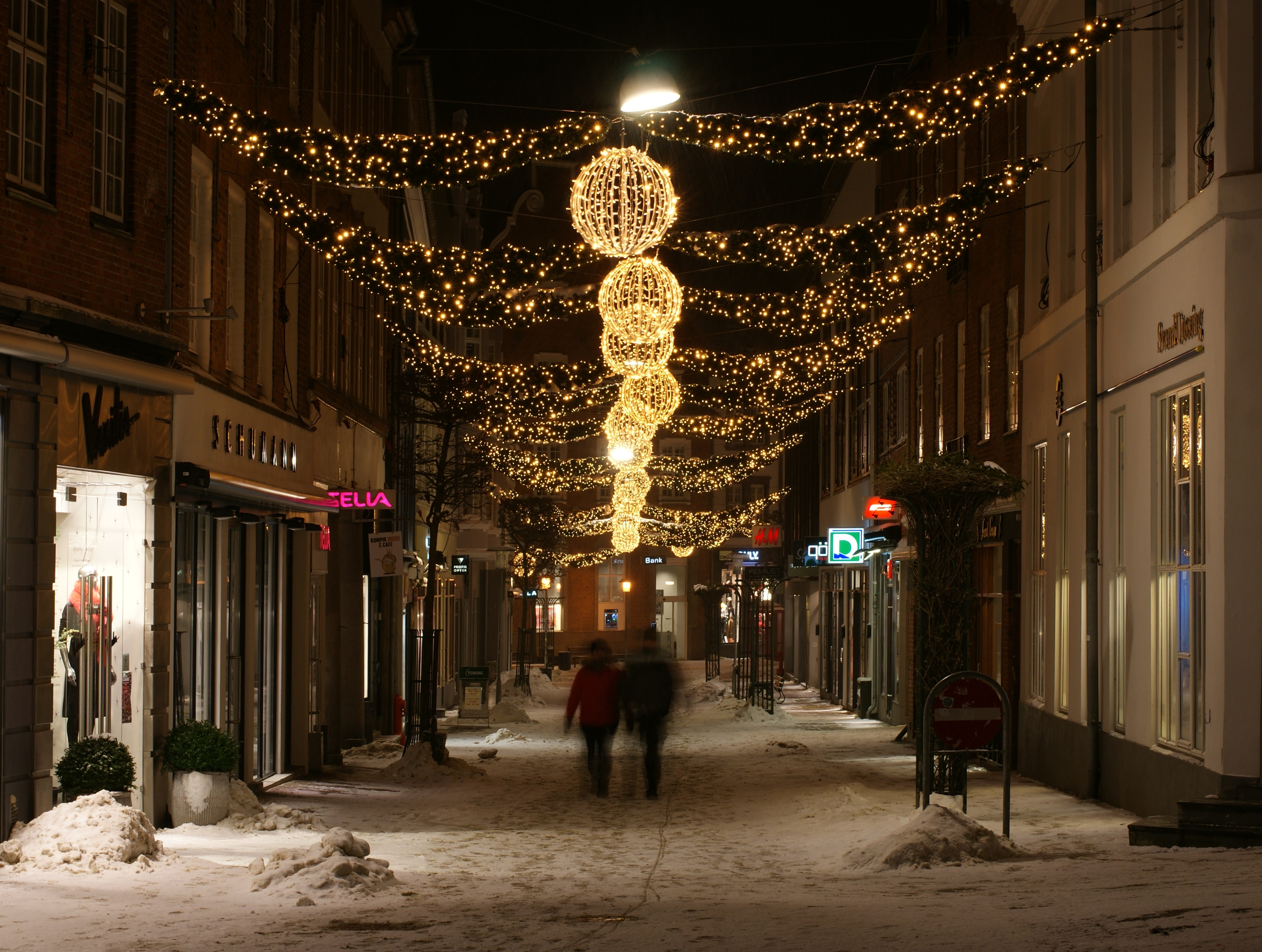
Iluminação da rua do Natal em Viborg
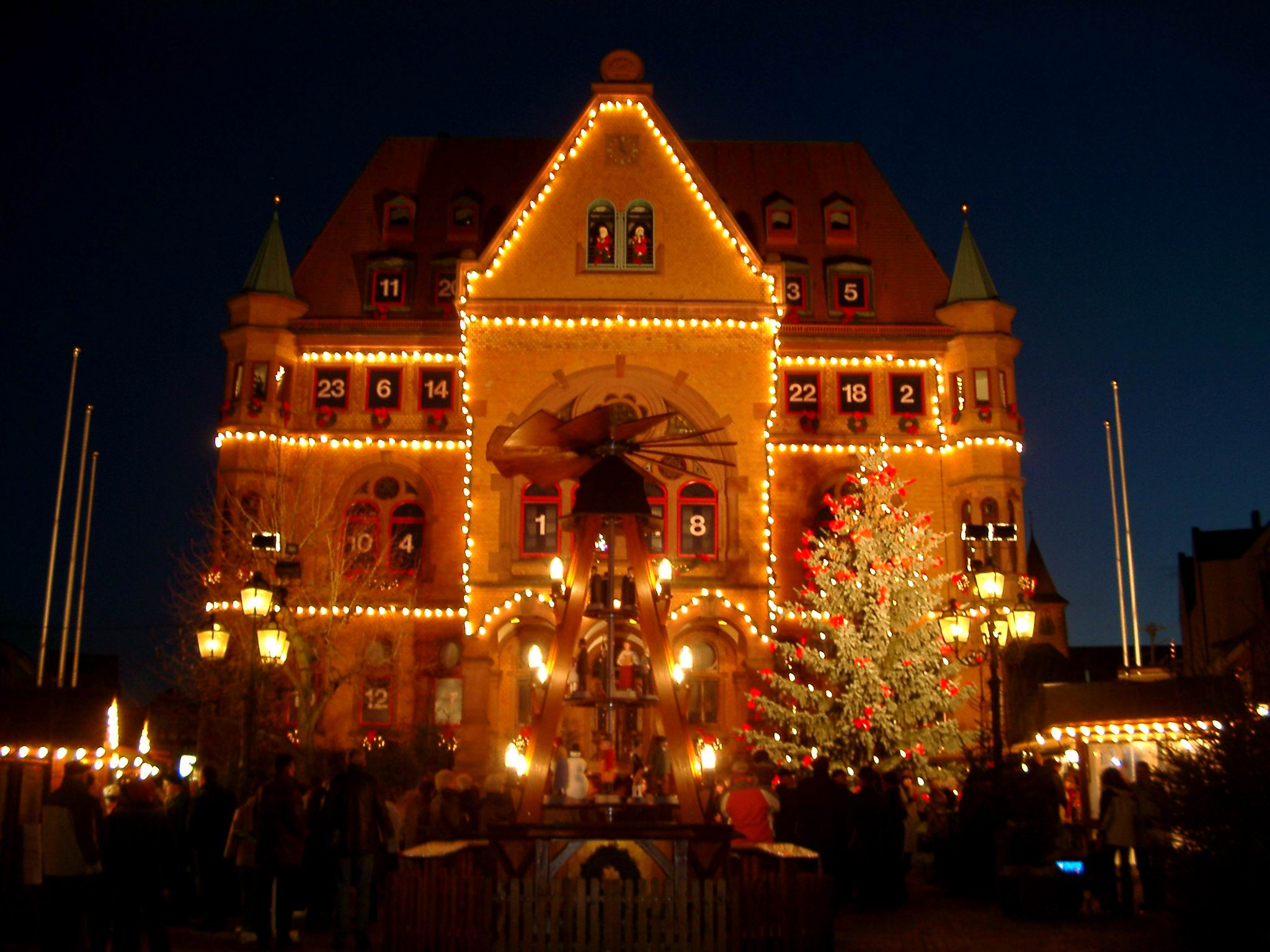
Hünfeld Adventskalender
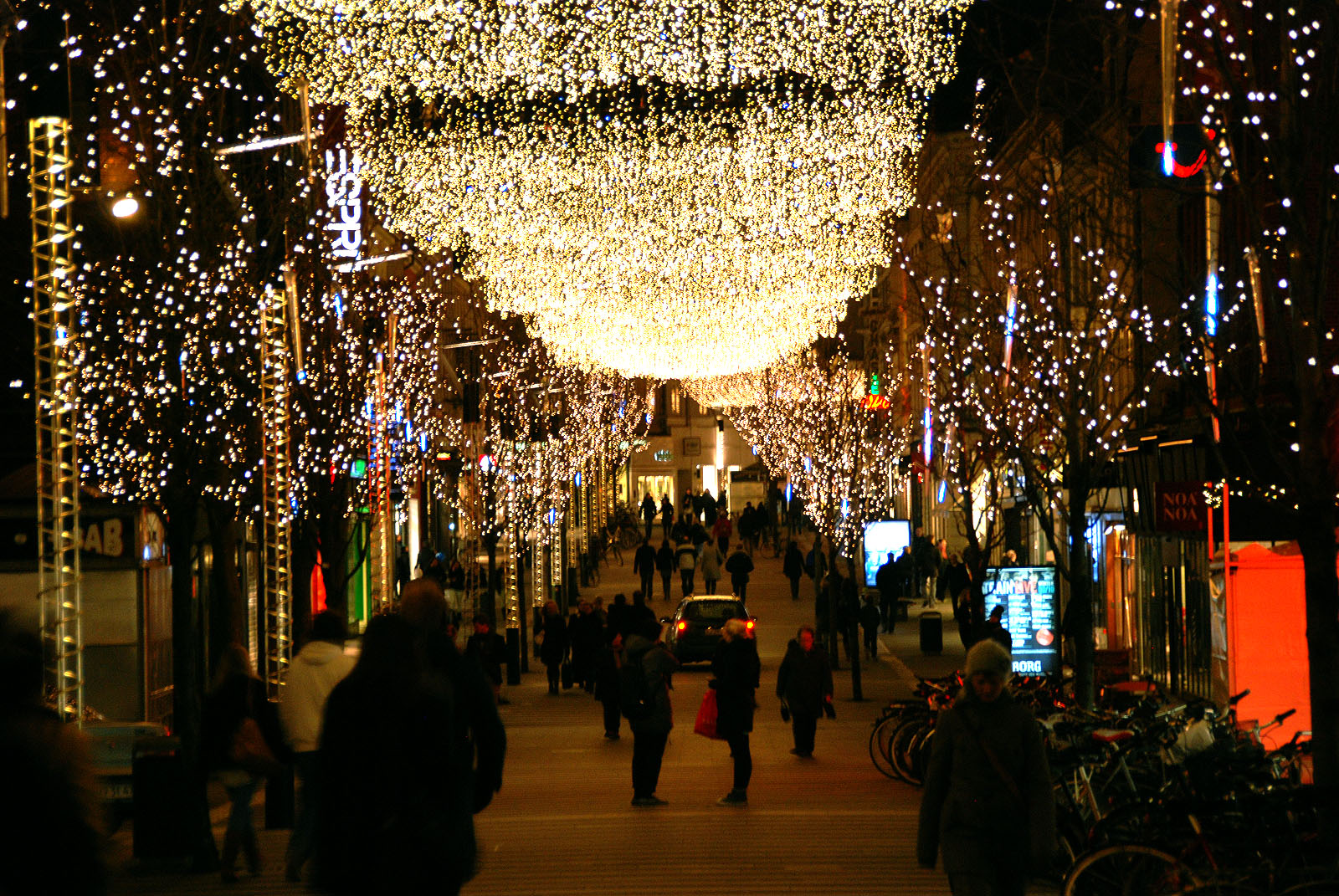
Luzes de Natal, Aarhus
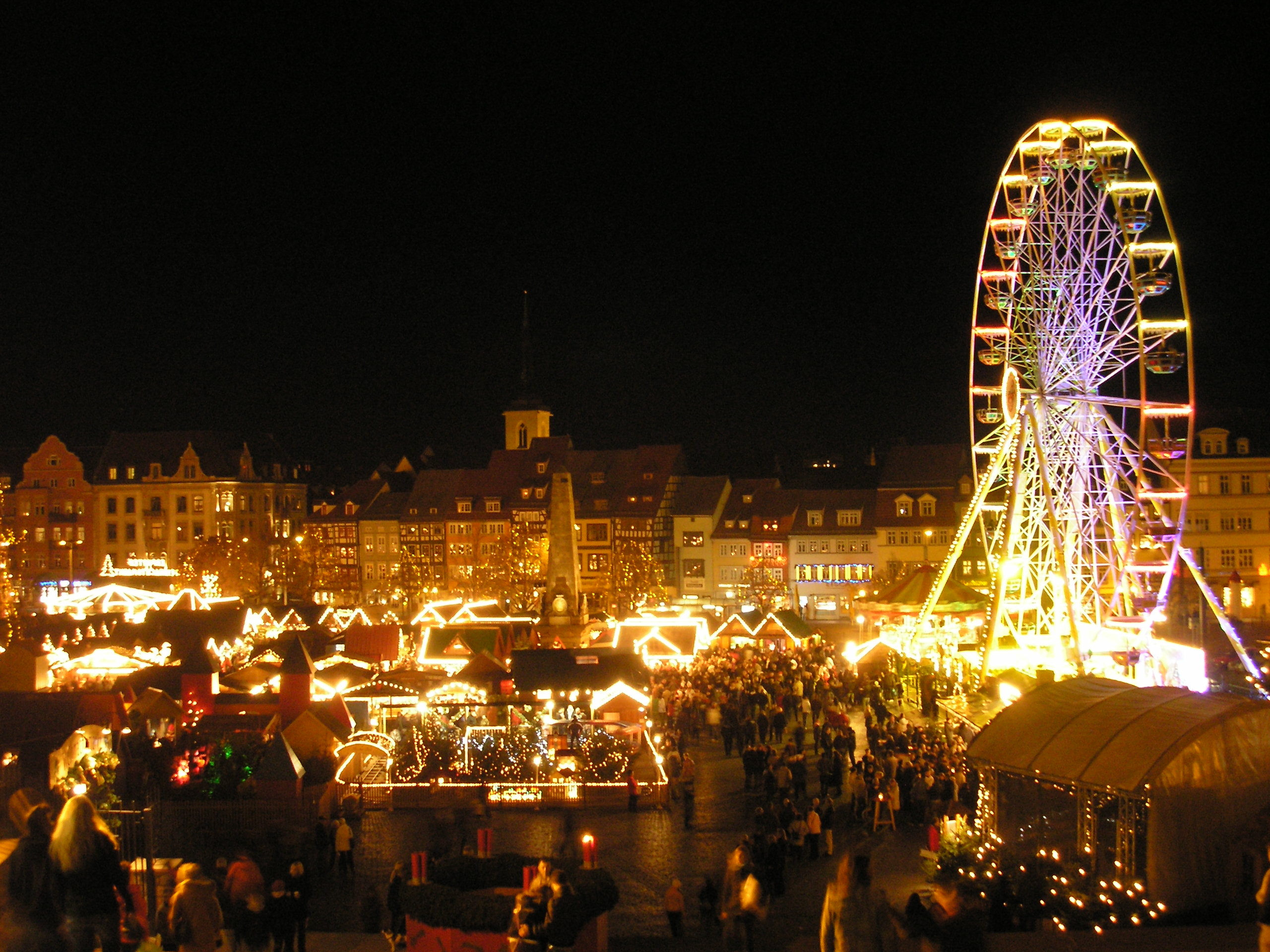
Luzes da cidade, Natal
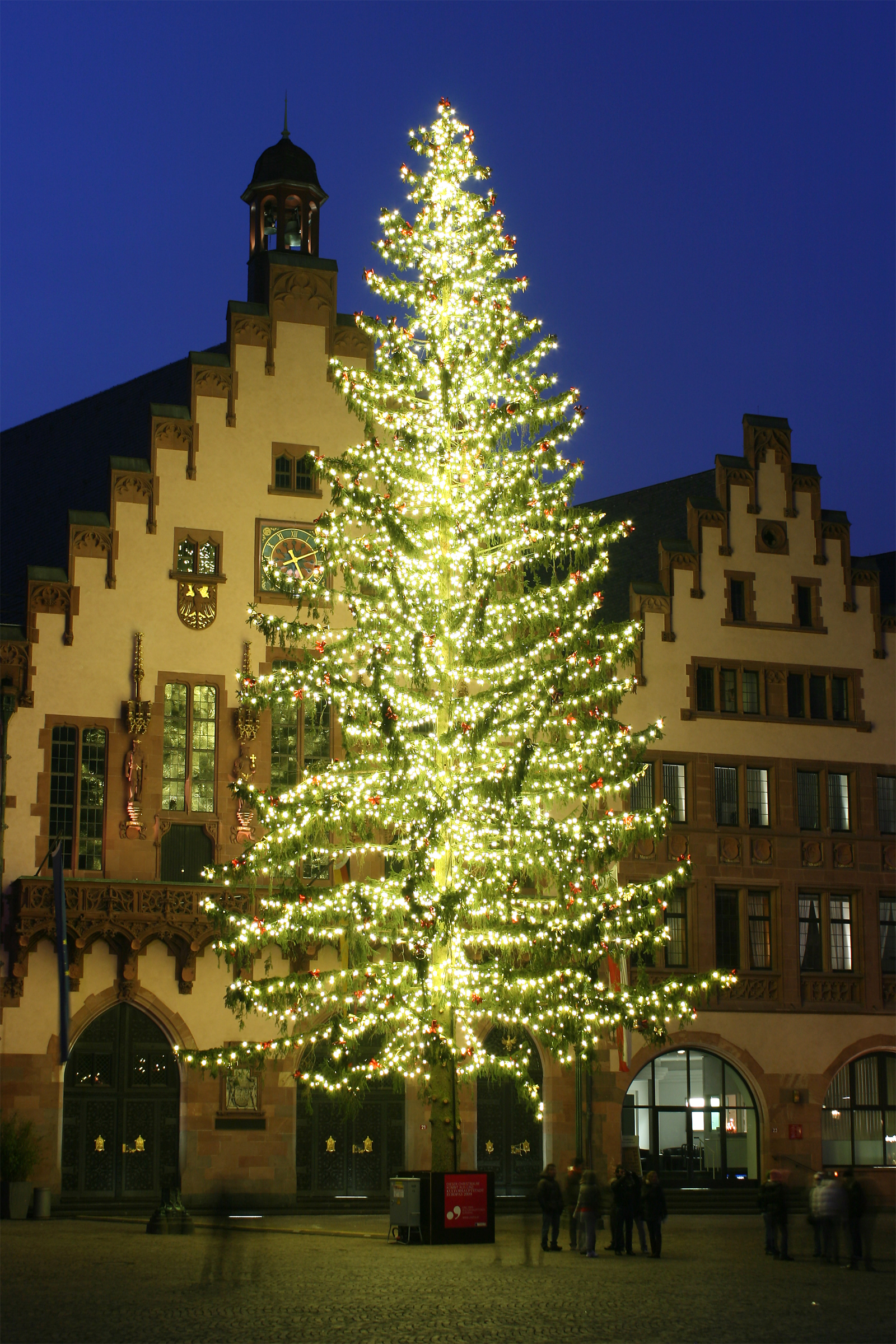
Luzes de Natal
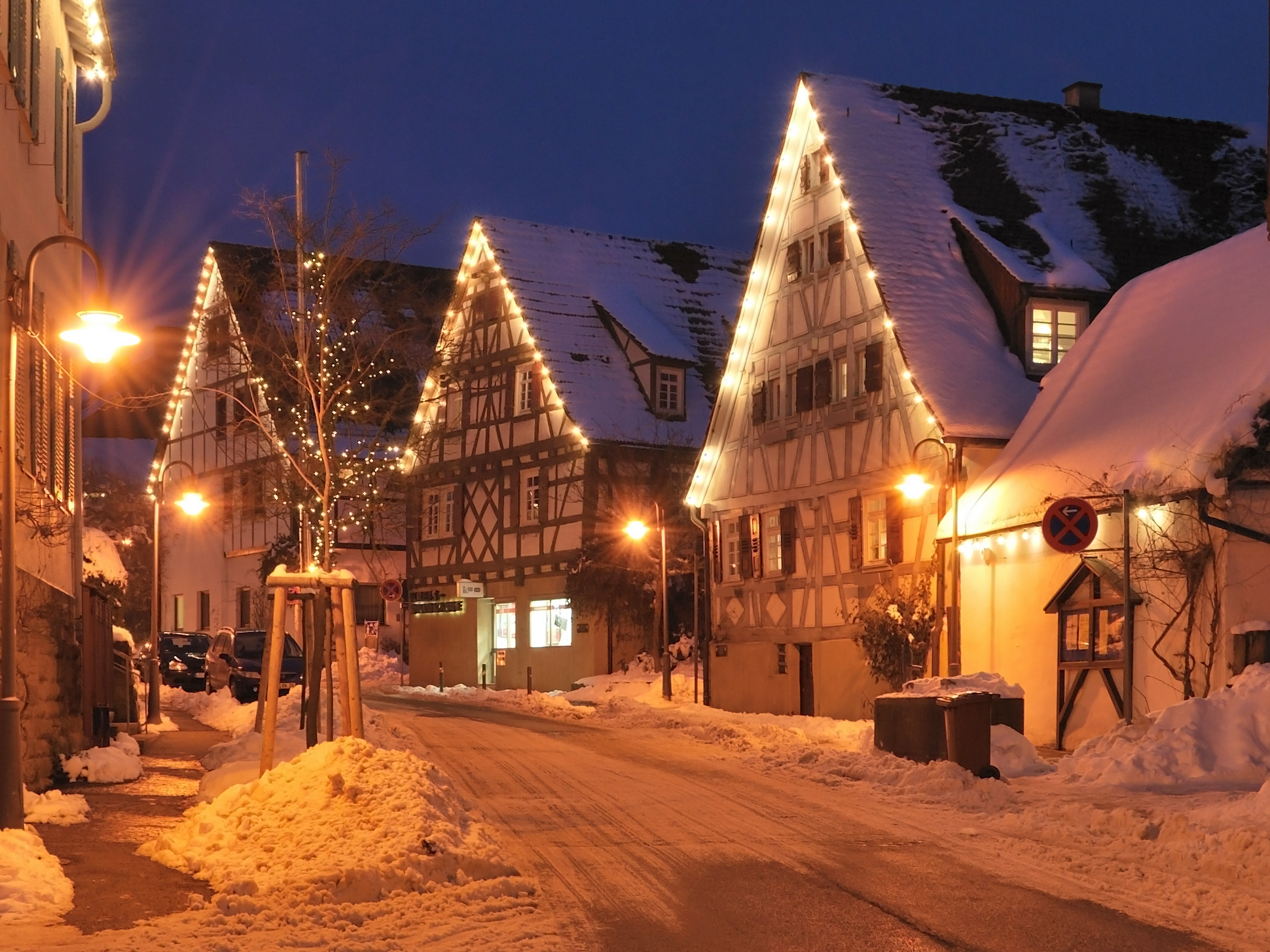
Árvores e casas iluminadas em Schöckingen
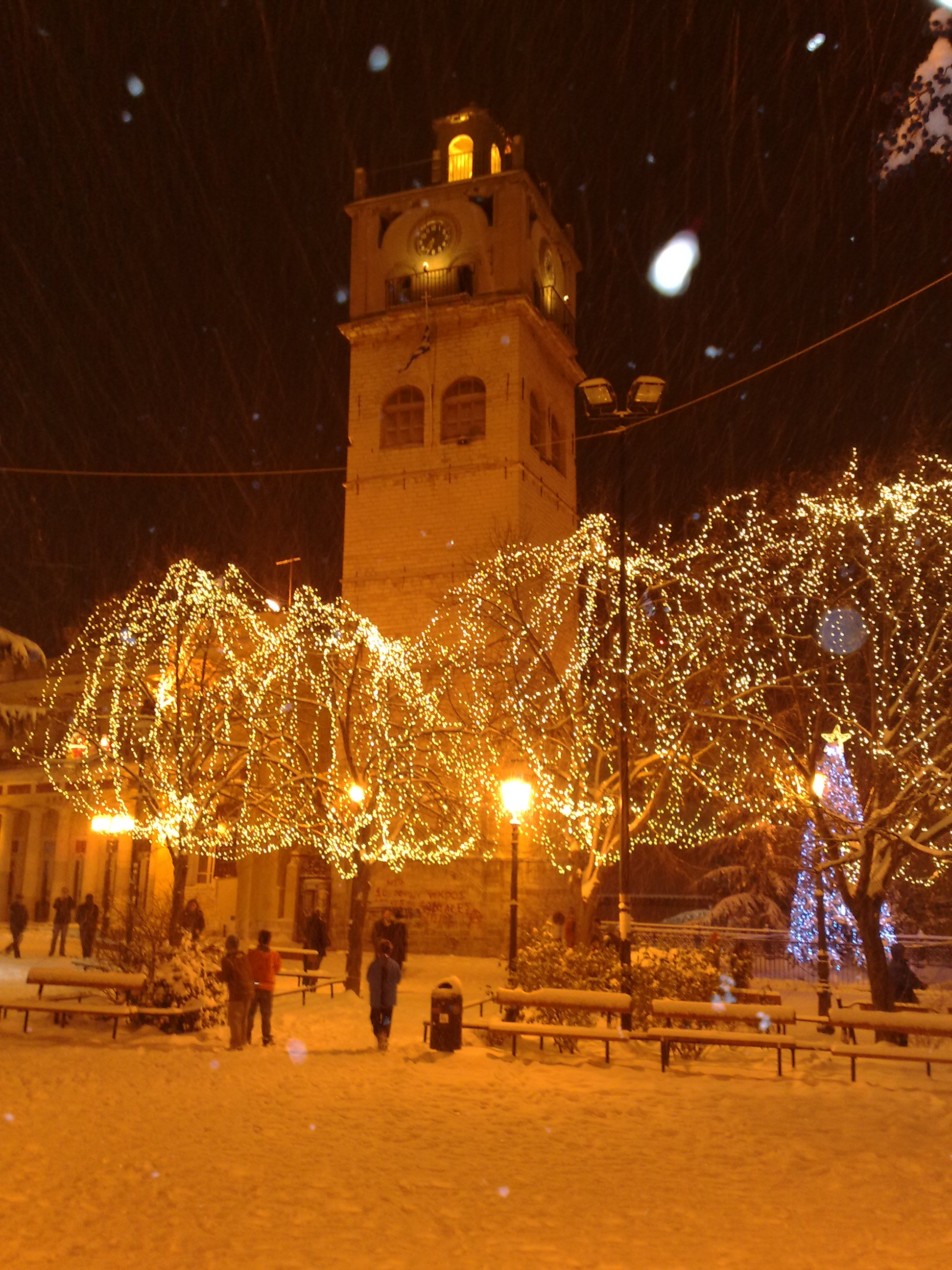
A torre do relógio de Kozani; um marco da cidade.
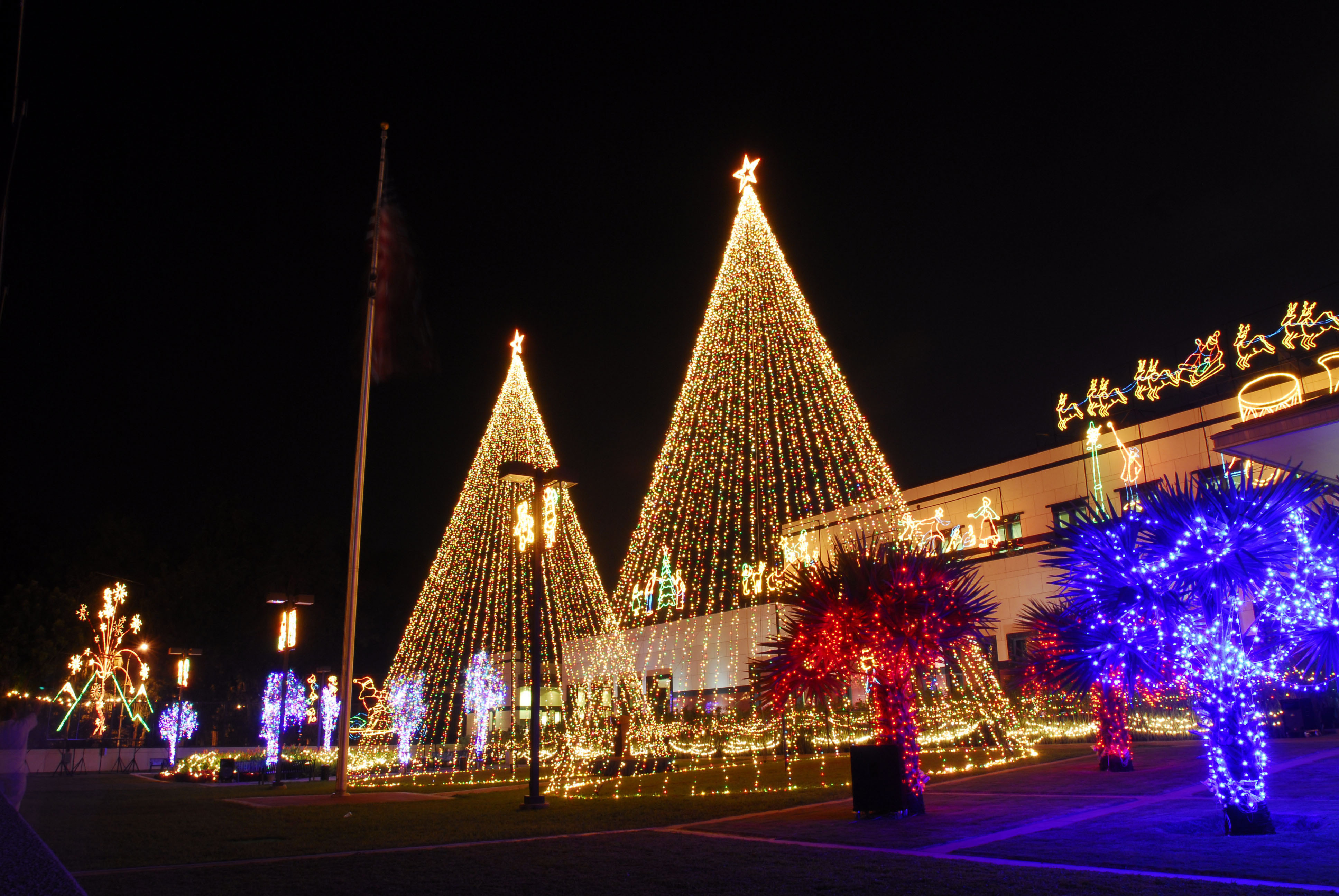
Cerimônia de iluminação de Natal de Essex
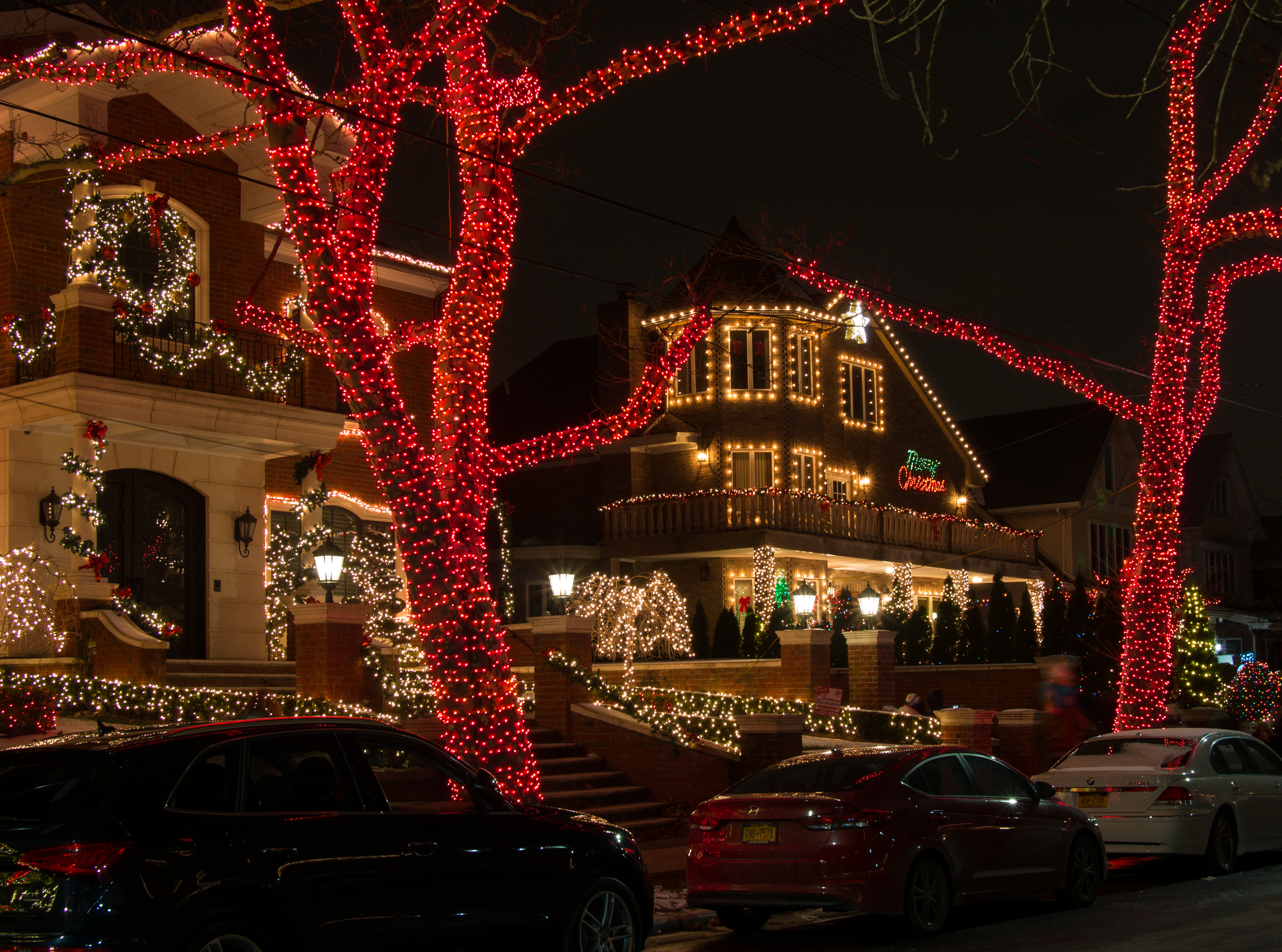
O bairro de Dyker Heights (apelidado de "Dyker Lights" por suas exibições de luzes natalinas) do Brooklyn, Nova York
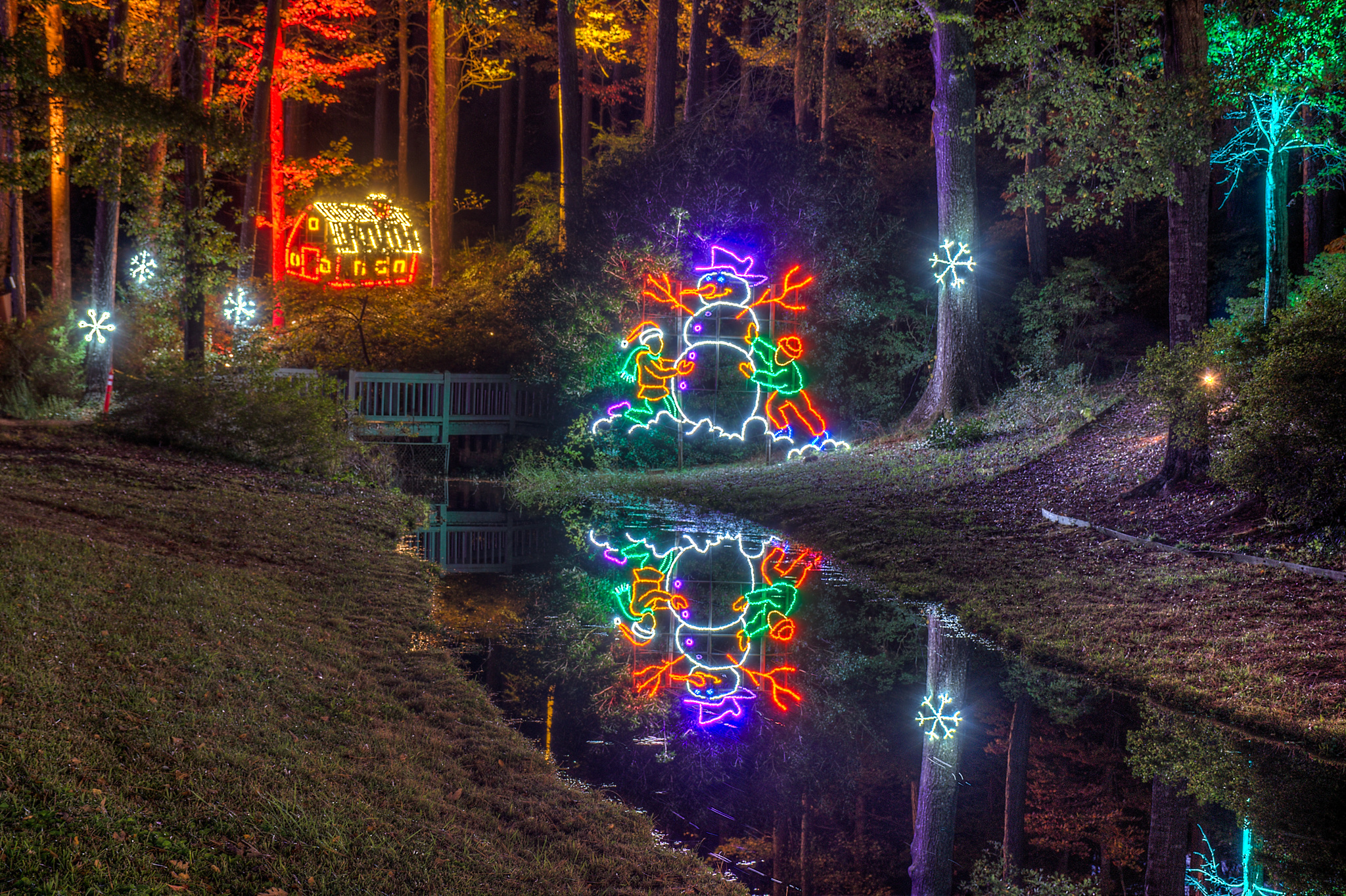
Fantasia em Luzes no Callaway Gardens